# Pate
För andra betydelser, se Pate (olika betydelser).

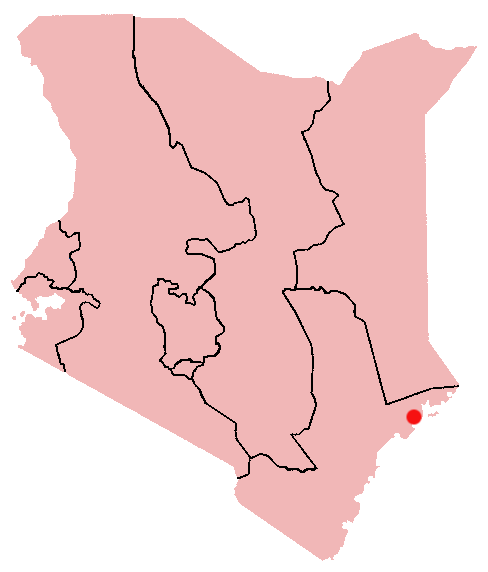
Lamudistriktets läge utanför Kenya

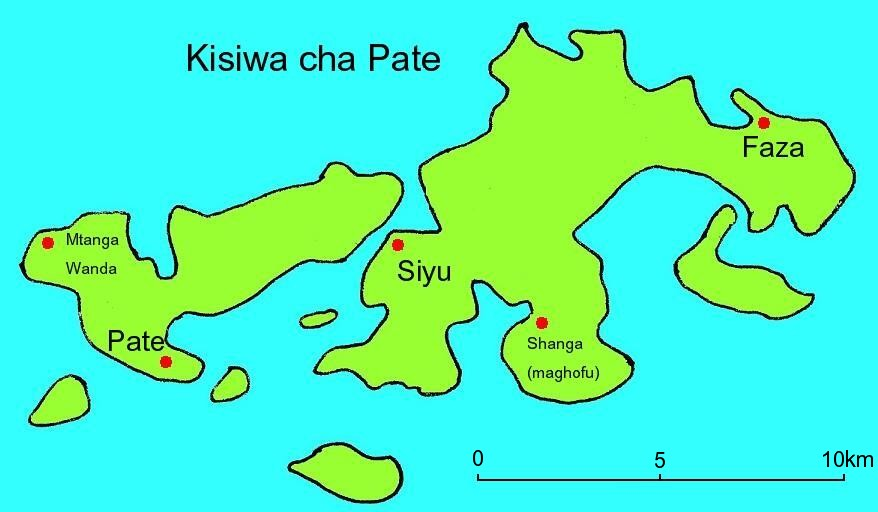
Karta över Pate

Pate eller Patta är en ö som tillhör distriktet Lamu i provinsen Kustprovinsen i Kenya. Ön ligger i ögruppen Lamu i Indiska oceanen och ligger nära gränsen till Somalia.
När tidvattnet är högt delas ön upp i två delar av ett sund, som torrläggs vid lågvatten.
Pate hör till de första orterna som besöktes av arabiska handelsmän och sjöfarare på 600- och 700-talet. 
På ön utvecklades bosättningar som var viktiga delar av swahilikulturen. I ruinstaden Shanga på öns sydöstra del fanns den tidigaste arabisk-muslimska bebyggelsen på hela den afrikanska östkusten. Inte långt senare befolkades orten Pate, men det dröjde till 1300-talet innan den byggdes ut till en stad. Av den jämngamla staden Faza, 20 kilometer längre österut, kan man idag se ruinerna av en moské från 1700-talet. 
De första stenbyggnaderna i Siyu i mitten av ön byggdes på 1400-talet. Från 1600-talet till 1800-talet var Siyu öns största stad. Tidvis stred orterna på ön med Lamu om herraväldet över arkipelagen, tills sultanen i Oman 1847 löste konflikten till Lamus fördel. 
Efter den etiopiska kejsarens seger över Ahmad Gran 1542 flyttade många muslimer från Afrikas horn till Pate. De var strängt religiösa anhängare av en sufiorden som hade uppstått i Hadramawt, vilket kom att påverka ön. Däremot var de missionsförsök som vidtogs av portugisiska sjöfarare från 1598 och framåt föga framgångsrika. Pate och Lamu blev på 1800-talet utbredningscentra för islam. Efter att portugiserna trängts undan från Mombasa kom bägge öarna att lyda under sultanen av Oman.
På 1600-talet övertog Pate den roll som Kilwa Kisiwani haft som ekonomiskt och religiöst centrum. Fartyg lade till där på väg från Mecka till Madagaskar med varor. Det fanns handelsförbindelser så långt som till Java. Öborna hade vänskapliga förbindelser med fastlandet men bedrev också jordbruk. Ris och hirs odlades så att det räckte även för en viss export. Ön var en handelsort för elfenben och andra animaliska produkter från det afrikanska inlandet. Slavar exporterades men tvangs också arbeta på öns åkrar. På 1800-talet erövrades Pate av sultanen av Zanzibar. Efter det minskade öns betydelse jämfört med Lamu.
Faza är idag ön Pates största ort. Där finns polisstationer,  affärer, skolor, ett mindre sjukhus och ett gästhus. 